# Chiesa di San Biagio (Lucignano d'Asso)
La chiesa di San Biagio è un luogo di culto cattolico situato a Lucignano d'Asso, frazione del comune di Montalcino, in provincia di Siena.

## Storia e descrizione
Già menzionata nei registri delle decime degli anni 1278-79 e 1295-1304 come filiale della pieve di Pava, a causa dei numerosi interventi di restauro, tra cui il più recente del 1971, conserva ben poco della struttura originaria. Infatti, causa un disastroso terremoto, fu interamente distrutta nel 1751 e quindi riedificata pochi anni dopo; a quest'epoca risale l'altare in stucco.